# Anampses viridis
Anampses viridis är en fiskart som beskrevs av Valenciennes, 1840. Anampses viridis ingår i släktet Anampses och familjen läppfiskar. IUCN kategoriserar arten globalt som otillräckligt studerad. Inga underarter finns listade i Catalogue of Life.